# Шестаков Михайло Сергійович
Миха́йло Сергі́йович Шестако́в (нар. 12 квітня 1990, Ладижин, УРСР) — український футболіст, нападник.

## Клубна кар'єра
Михайло Шестаков народився 12 квітня 1990 року у Ладижині (Вінницька область). Вихованець ладижинської ДЮСШ. До 23-річнного віку виступав у складі таких аматорських команд, як «Авангард-Енергія» (Ладижин), «СКАД-Ялпуг» (Болград), "Совіньон" (Таїрове). 
У 2013 році підписав свій перший професійний контракт із ФК  «Реал-Фарма» (Одеса), який виступав у Другій українській лізі. Захищав кольори команди упродовж трьох років (55 матчів - 8 голів). 
У сезоні 2016/2017 перше коло провів в «Балканах» із Зорі, а в другому поповнив ряди одеської «Жемчужини», з якою виграв чемпіонат Другої ліги та підвищився у класі. У дебютному для себе чемпіонаті в 1 Лізі провів за одеситів 26 матчів і відзначився сімома забитими м'ячами. 
У 2018 році перейшов до друголігової «Ниви» (Вінниця). Перше коло нападник провів за вінничан, а після зимової паузи прийняв пропозицію рівненського «Вереса», за який в подальшому виступав упродовж шести сезонів і тривалий час носив капітанську пов'язку. За цей час провів за команду 119 матчів у всіх турнірах і відзначився 37 забитими м'ячами. За цим показником посідає третє місце в списку бомбардирів «Вереса» часів незалежності. Разом із рівнянами здобував золоті нагороди Першої ліги у 2021 році. 6 червня 2024 року стало відомо, що клуб не продовжив контракт із бомбардиром і гравець залишив «Верес» у статусі вільного агента. 
У Михайло Шестакова є брат-близнюк Сергій, який також є професійним футболістом і до вторгнення Росії до України (2022) був одноклубником Михайла. 

## Статистика
| Команда                    | Сезон                      | Ліга                       | Ігор | Голів |
| -------------------------- | -------------------------- | -------------------------- | ---- | ----- |
| «Реал-Фарма» (Одеса)       | 2013-14                    | Друга ліга                 | 21   | 5     |
| «Реал-Фарма» (Одеса)       | 2014-15                    | Друга ліга                 | 16   | 1     |
| «Реал-Фарма» (Одеса)       | 2015-16                    | Друга ліга                 | 18   | 2     |
| Загалом за «Реал-Фарма»    | Загалом за «Реал-Фарма»    | Загалом за «Реал-Фарма»    | 55   | 8     |
| «Жемчужина»                | 2016-17                    | Друга ліга                 | 12   | 10    |
| «Балкани»                  | 2016-17                    | Друга ліга                 | 11   | 1     |
| «Жемчужина»                | 2017-18                    | Перша ліга                 | 26   | 7     |
| Загалом за «Жемчужину»     | Загалом за «Жемчужину»     | Загалом за «Жемчужину»     | 38   | 17    |
| «Нива» (Вінниця)           | 2018-19                    | Друга ліга                 | 17   | 6     |
| «Верес» (Рівне)            | 2018-19                    | Друга ліга                 | 8    | 2     |
| «Верес» (Рівне)            | 2019-20                    | Друга ліга                 | 19   | 11    |
| «Верес» (Рівне)            | 2019-20                    | Стикові іги                | 2    | 0     |
| «Верес» (Рівне)            | 2020-21                    | Перша ліга                 | 25   | 13    |
| «Верес» (Рівне)            | 2021-22                    | Прем'єр-ліга               | 15   | 3     |
| «Верес» (Рівне)            | 2022-23                    | Прем'єр-ліга               | 25   | 3     |
| «Верес» (Рівне)            | 2022-23                    | Стикові ігри               | 2    | 0     |
| «Верес» (Рівне)            | 2023-24                    | Прем'єр-ліга               | 23   | 1     |
| «Верес» (Рівне)            | 2023-24                    | Стикові ігри               | 2    | 0     |
| Загалом за «Верес» (Рівне) | Загалом за «Верес» (Рівне) | Загалом за «Верес» (Рівне) | 121  | 33    |
| Прем'єр-ліга разом         | Прем'єр-ліга разом         | Прем'єр-ліга разом         | 63   | 7     |
| Перша ліга разом           | Перша ліга разом           | Перша ліга разом           | 51   | 20    |
| Друга ліга разом           | Друга ліга разом           | Друга ліга разом           | 122  | 38    |
| Стикові ігри разом         | Стикові ігри разом         | Стикові ігри разом         | 6    | 0     |
| Кубок України разом        | Кубок України разом        | Кубок України разом        | 18   | 6     |

## Досягнення
- Переможець 1 Ліги: 2020/2021 у складі «Вереса»
- Переможець 2 Ліги: 2016/2017 у складі «Жемчужини»